# Przymierze (powieść)
Przymierze – powieść historyczna autorstwa polskiej pisarki Zofii Kossak, wydana w 1951, której fabuła osadzona jest w realiach Palestyny XVIII wieku p.n.e.
Powieść powstała podczas pobytu pisarki na emigracji w Wielkiej Brytanii. Chociaż autorka napisała ją po polsku, najpierw ukazało się jej angielskie wydanie.

## Tematyka
W osadzonej w czasach Hammurabiego sadze przedstawione zostają losy powołanego przez Boga do opuszczenia swojej ojczyzny biblijnego patriarchy Abrahama.

## Polskie wydania
- 1952, Warszawa, Pax
- 1957, Warszawa, Pax, wyd. 2
- 1975, Warszawa, Pax, wyd. 3
- 1987, wznow. 1996, Warszawa, Pax, wyd. 4
- 2018, Civitas Christiana, wyd. 5

## Tłumaczenia
- 1951 – The covenant: a novel of the life of Abraham the prophet, tłum. angielskie.
- 1952 – Abraham, Terahs søn, tłum. duńskie.
- 1959 – Der Bund, tłum. niemieckie.
- 1967, wznow. 1993 – Úmluva, tłum. czeskie. ISBN 80-85528-23-1